# 157015 Walterstraube
157015 Walterstraube este un asteroid din centura principală de asteroizi.

## Descriere
157015 Walterstraube este un asteroid din centura principală de asteroizi. A fost descoperit pe 25 august 2003 la Drebach de André Knöfel și G. Lehmann. Asteroidul prezintă o orbită caracterizată de o semiaxă mare de 3,12 ua, o excentricitate de 0,07 și o înclinație de 9,7° în raport cu ecliptica.